# مادام کلود
مادام کلود (به فرانسوی: Madame Claude)، قواد معروف فرانسوی بود که مشتریانی بین‌المللی در سطح پادشاهان، سران ممالک، دیپلمات‌های ارشد و ثروتمندترین مردان جهان را داشت. در دهه ۱۹۶۰ میلادی، معروف‌ترین روسپی‌خانه پاریس را در نزدیکی منطقه اعیان‌نشین شانزلیزه دایر کرد.
مشتریان ثروتمند او شامل نه تنها شخصیت های سیاسی، بلکه اعضای مافیا نیز بودند و وضعیت او به عنوان یک خبرنگار به پلیس اطمینان داد که او محافظت می شود.
نویسنده آمریکایی William Stadiem در کتاب Madame Claude: Her Secret World of Pleasure, Privilege, and Power برخی مشتریان وی را جان کندی ، قذافی و محمدرضا پهلوی شاه سابق ایران نام می برد.